# نظام الدفاع الجوي مصباح 1
نظام الدفاع الجوي مصباح 1: هو نظام دفاع جوي قصير المدى. صُمِمَ من قِبَل المصممين الإيرانيين. للحماية من هجمات العدو الجوية، وخصوصاً لصد هجمات الطائرات بأنواعها المختلفة والصواريخ المجنحة والمروحيات. وهو عبارة عن عدة رشاشات من عيار 23 ملم. وكانت عملية تصميمه مبنية على زيادة كثافة النار والسيطرة عليها من خلال نظام آمن. هذه المنظومة الجديدة مجهزة بنظام للتحكم بالنيران يضمن دقة عالية في إصابة الأهداف، وبإمكانية إستخدام طاقم أقل عدداً، مقارنةً بالأنظمة الأخرى الشبيهة، وبسرعتها في مواجهة الخطر، وبالقدرة على إطلاق (4000) طلقة في الدقيقة. وأكد وزير الدفاع الإيراني العميد أحمد وحيدي بإن منظومة مصباح-1 مزودة أيضاً بمحطة راداراية ثلاثية، ما يسمح لها بتمييز طائرات العدو عن طائرات سلاح الجو الوطني، وتحديد الإرتفاع وبُعد الهدف، وكذلك تم تجهيزها بنظام كهربائي ضوئي وحراري

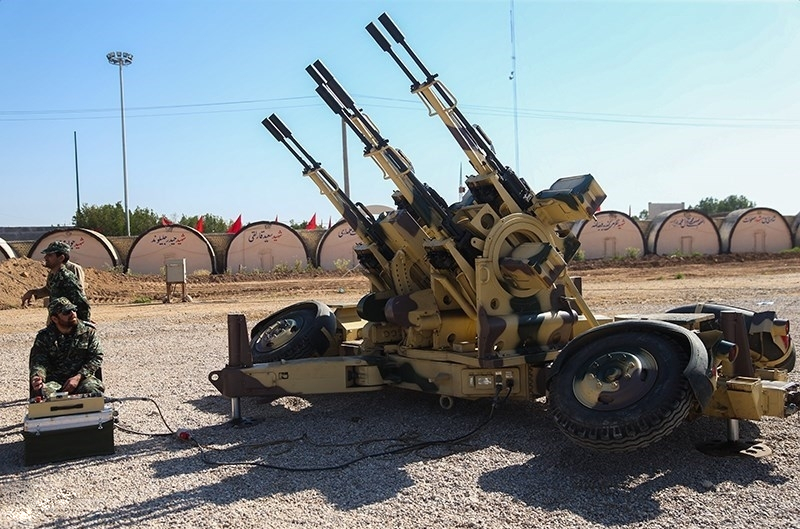
نظام الدفاع الجوي مصباح 1، في أحد المعارض الجوية التابعة للحرس الثوري الإيراني في مدينة الأهواز

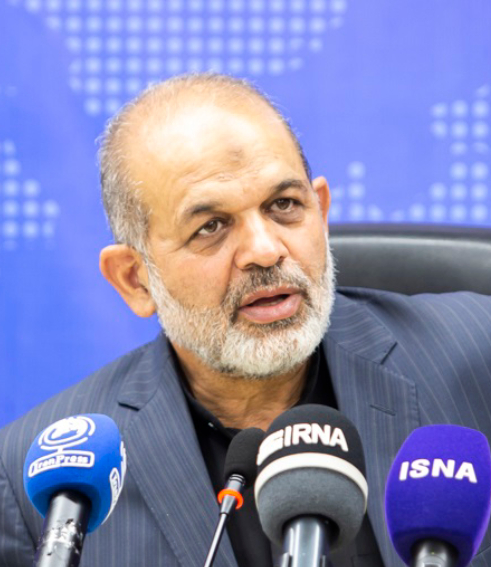
وزير الدفاع الإيراني السابق أحمد وحيدي

## نبذة عن المنظومات الصاروخية للدفاع الجوي في جمهورية إيران
استطاعت الصناعات الدفاعية في الجمهورية الإيرانية خلال السنوات الماضية تحقيق نجاحات لافتة في تصميم وإنتاج مختلف أنواع منظومات الدفاع الجوي. وهذه الإنجازات تشمل عدداً من المنظومات الرادارية، المنظومات الصاروخية، منظومات الكشف، التحكم والتوجيه، وقد استطاع الخبراء الإيرانيون وبقدرات داخلية من تصميم وإنتاج كافة مستلزمات هذه المنظومات التي دخل العديد منها الخدمة العملية ضمن وحدات الدفاع الجوي في القوات المسلحة الإيرانية. وتحظى المنظومات الصاروخية المتنقلة بأهمية فائقة في حماية سماء جمهورية إيران، نظراً للنمط المتسارع لتطور الأسلحة المضادة للإشعاع، إذ شكل هذا الأمر إستراتيجية هامة لدى القوات المسلحة الإيرانية في مجال صناعات الدفاع الجوي، بناءً على توجيهات القائد العام للقوات المسلحة الإيرانية. وتؤدي الأنظمة الدفاعية التي تتشكل من معدات الكشف وتحديد الهوية والأسلحة وقسم التجهيز والإتصالات، دوراً هاماً للغاية في المواجهات العسكرية. لو تمعنا بما يحصل أثناء الحروب والمواجهات، نرى ان الأنظمة الدفاعية كانت ولازالت الأكثر أهمية من حيث العمليات التنفيذية والجانب النفسي في تلك المواجهات. وتشكل أنظمة الدفاع الجوي الأولوية لدى القوات المسلحة في الجمهورية الإيرانية، إذ إنها تُعَد الخط الأمامي في جبهة المواجهات، سيما أن القائد العام للقوات المسلحة الإيرانية سبق وأكد على هذا الأمر قائلاً: «أن مقر الدفاع الجوي الإيراني يشكل الخط الأمامي في الدفاع عن البلاد وأنه بمثابة كرامة البلاد وكيانه». وأحد الإستراتيجيات التي طالما أكد عليها القائد العام للقوات المسلحة الإيرانية في مجال الدفاع الجوي، هو تزويد أنظمة الدفاع الجوي بإمكانية التنقل، ما شكل حافزاً هاماً لدى القوات المسلحة للتوصل إلى إنجازات ملحوظة في تصميم وتطوير الدفاعات الجوية وصنع أنظمة صاروخية متنقلة.

## الإعلان الرسمي
أعلنت جمهورية إيران وبشكل رسمي ولأول مرة عن نظام الدفاع الجوي مصباح 1 وعلى لسان وزير دفاعها العميد أحمد وحيدي، في 4 أيار/ مايو عام 2010م. وذلك عشية البدء بمناورات بحرية يقوم بها الجيش الإيراني، في مياه الخليج العربي وبحر عمان وشمال المحيط الهندي. ونقلت وكالة مهر للأنباء عن وحيدي قوله ان هذه المنظومة صممت وصنعت لمواجهة الهجمات الجوية ومختلف أنواع الطائرات وصواريخ كروز والمروحيات وجميع التهديدات التي تأتي من إرتفاع منخفض.

## نبذة مختصرة عن نظام مصباح
ان منظومة مصباح 1 للدفاع الجوي، مجهزة بـ 4 رشاشات عيار 23 ملم ثنائي، والتي تكتشف وتعترض وتدمر الأهداف بنظام التوجيه الخاص بها، ويمكنها متابعة الهدف من جميع الزوايا، فهي مُركَّبَة على هيكل متحرك بشكل دائري بـ 360 درجة. وتمتلك نظام راداري، ونظام كهربائي ضوئي وحراري، وكلها مثبتة على حاوية بها مركز تحكم وتوجيه بداخلها، وتستطيع إطلاق 4000 طلقة في الدقيقة على الأهداف، وهي من أنجع الوسائل لاعتراض صواريخ كروز، أو الصواريخ العابرة للقارات، والطائرات المسيرة والطائرات المروحية على ارتفاعات منخفضة.

## مواصفات المنظومة
تصمم جمهورية إيران وتصنع وتنتج الكثير من منظومات الدفاع الجوي داخل إيران وبإشراف المهندسين والخبراء الإيرانيين. ومن أهم المنظومات الدفاعية التي صنعتها هي، منظومة باور 373 الصاروخية ونظام الدفاع الجوي سوم خرداد واصداراتها اللاحقة 3 خراد و15 خرداد، وكذلك منظومة تلاش ومرصاد وطبس ورعد وكمين وحرز 9، بالإضافة إلى نضام الدفاع الجوي مصباح 1 للمديات القصيرة، والذي يتمتع بمزايا عدة وبحسب ما قاله وزير الدفاع الإيراني السابق اللواء أحمد وحيدي، على هامش حفل إفتتاح خط الإنتاج الخاص بهذا النظام، ان (مصباح 1) تم تطويره لمواجهة الهجمات الجوية إضافةً إلى الطائرات وصواريخ كروز وهجمات المروحيات. وكذلك مواجهة أنواع الطائرات والطائرات العمودية وسائر التهديدات الجويه التي تتم على إرتفاع منخفض، وأوضح وحيدي ان هذا النظام مجهز برادار للبحث ثلاثي الأبعاد، وهذا الرادار يميز بين الطائرات الصديقة والمعادية ويرسل المعطيات إلى منظومة مراقبة إطلاق النار بشأن جهة الهدف وارتفاعه ومداه. وأضاف أيضاً ان هذا النظام يملك القدرة على إصابة الأهداف الجوية والتفاعل بسرعة ضد الأخطار، وأشار إلى أنه يحتاج إلى عدد طاقم عمل أقل مقارنةً مع غيره من الأسلحة الدفاعية. وأوضح أيضاً أن النظام قادر على كشف طائرات التجسس من دون طيار وتدميرها، مضيفاً ان وزارة الدفاع تخطط لتطوير الدفاع الجوي في البلاد، ووضعت خططاً لتطوير أنظمة دفاع جوية جديدة.

## خط الإنتاج الخاص بمصباح 1
تم افتتاح خط إنتاج منظومة مصباح 1 للدفاع الجوي في مقر منظمة الصناعات الجوية-الفضائية بوزارة الدفاع الإيرانية من قِبَل وزير الدفاع واسناد القوات المسلحه العميد أحمد وحيدي، والذي صرح بأن هذا الإنجاز تم على يد خبراء وزارة الدفاع الإيرانية. واعتبر أن تعزيز المضادات الجوية لجمهورية إيران بأنه يمثل أحد التوجهات الرئيسية لوزارة الدفاع، وان لهذه الوزارة برامج مختلفة لتصميم وإنتاج أنظمة جديدة للدفاعات الجوية.

## معرض الصور

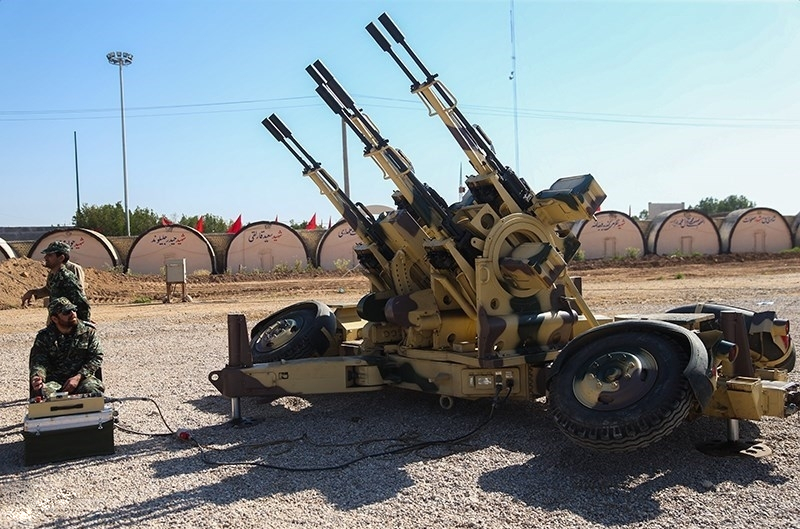
نظام الدفاع الجوي مصباح 1، في أحد المعارض الجوية التابعة للحرس الثوري الإيراني في مدينة الأهواز

## طالع ايضاً
- أس - 300
- نور (صاروخ)
- الطائرات الايرانية بدون طيار
- برنامج الصواريخ الإيرانية
- سيمرغ (صاروخ)
- مهاجر (طائرة بدون طيار)
- سوم خرداد (نظام دفاع جوي)
- 15 خرداد (نظام صاروخي للدفاع الجوي)
- 3 خرداد (نظام صاروخي للدفاع الجوي)
- تلاش (منظومة صواريخ للدفاع الجوي)
- ذو الجناح (صاروخ فضائي)
- صياد (منظومة صواريخ للدفاع الجوي)
- طبس (منظومة صواريخ للدفاع الجوي)
- مرصاد (نظام صاروخي للدفاع الجوي)
- منظومة باور 373 للدفاع الجوي
- نظام الدفاع الجوي حرز 9
- نظام الدفاع الجوي كمين 2
- قاصد 1
- نور-1 (قمر اصطناعي)
- نور 2 (قمر اصطناعي)
- ناهيد 1 (قمر صناعي)
- نويد (قمر صناعي)